# 森本雅樹
森本 雅樹（もりもと まさき、1932年（昭和7年）5月14日 - 2010年（平成22年）11月16日）は、日本の天文学者。専門は、電波天文学。東京大学・国立天文台名誉教授。数学者・森本清吾と森本治枝の次男。実業家･教育家の深沢利重の孫。実業家の深沢雄象の曾孫。弟は西洋史学者の森本芳樹。

## 人物
東京府（現・東京都）出身。畑中武夫の弟子で、日本の宇宙電波研究の定着に努力したことで知られており、弟子には海部宣男らがいる。国際天文学連合電波天文学委員会委員長を歴任。東京天文台時代より、師匠である畑中武夫より薫陶を受けた分かりやすい解説で、「森本おじさん」の愛称で呼ばれる。メディア出演や講演会なども多く、公報担当者としても良く知られている。電波天文学分野においては、いち早く短い波長の観測を提唱し、6mミリ波電波望遠鏡の建設においても主導的な役割を行う。野辺山宇宙電波観測所では、裏方であった赤羽賢司を支え、各地での講演会などを引き受けた。
甥にはゲームフリークのディレクターの森本茂樹、姪に漫画家のおかざき真里、岡崎酒造の杜氏の岡崎美都里がいる。

## 略歴
- 1951年：東京都立新宿高等学校卒業。
- 1955年：東京大学理学部物理学科卒業。
- 1957年：東京大学大学院理学研究科天文学専攻修士課程修了。
- 1958年：東京大学大学院博士課程中退、東京天文台助手に就任。
- 1965年：東京天文台講師就任。同年2月、学位論文「On the physical conditions in the corona above an active region referring to the radio observations(電波観測を通してみた太陽活動領域上空のコロナの物理的状態について)」により、理学博士（東京大学）。[1]
- 1973年：東京天文台助教授に就任。
- 1979年：東京天文台教授に就任。
- 1987年：「ミリ波天文学の開拓」により、海部宣男とともに仁科記念賞を受賞。
- 1988年：東京天文台が国立天文台に改組されたのに伴い、国立天文台教授となる。
- 1993年：国立天文台を定年退官し鹿児島大学理学部教授に就任。西はりま天文台公園公園長を兼任。東京大学・国立天文台名誉教授。
- 1998年：鹿児島大学を定年退官。鹿児島大学名誉教授。
- 2002年：西はりま天文台公園顧問。
- 2008年：西はりま天文台公園名誉顧問。
- 2010年：11月16日、心不全の為に鹿児島県の病院において死去[2]。叙正四位、瑞宝中綬章追贈[3]。

## 業績
- 国立天文台200メガヘルツ干渉計、国立天文台6mミリ波望遠鏡、野辺山宇宙電波観測所などの建設に尽力。
- 鹿児島大理学部物理学科に「宇宙コース」を設置した。
- 日本国内史上では初めて、完全公開型の大型天体望遠鏡施設を有する兵庫県立西はりま天文台公園の整備計画を行う。
- 国内におけるSETIの主導者の一人であり、鳴沢真也に影響を与えた。1978年、平林久、寿岳潤とともに4829.659MHzのホルムアルデヒドのラインをMagic Frequencyに加えることを提唱。その考えをまとめた論文はネイチャーに掲載された[4]。また、1983年、少年ジャンプがスタンフォード大学のアンテナからアルタイルに電波メッセージを送った（これは日本人による初のアクティブSETI である）が、この時に送信された画像を平林久と考案した。

## 著書

### 単著
- 『電波天文学・電波領域における線スペクトル』（恒星社厚生閣 新天文学講座10 新版 1964年）
- 『星の一生』（日本放送出版協会 NHKブックス 1972年）
- 『電波でみた宇宙』（講談社 ブルーバックス 1972年）
- 『望遠鏡をつくる人びと』（岩波書店 1972年）
- 『星と宇宙』（東海大学出版会 新地学教育講座13 1977年）
- 『宇宙をはかる』（岩波書店 算数と理科の本 1980年）
- 『宇宙の観測I・受信機』（恒星社厚生閣 現代天文学講座11 1981年）
- 『宇宙経由　野辺山の旅』（丸善 1987年）
- 『宇宙のアルバム』（福音館書店 みるずかん かんじるずかん 1989年）
- 『ピンボケ望遠鏡がんばる』（丸善 1992年）
- 『宇宙の旅200億年』（岩波書店 New Science age 1987年）
- 『科学とりもの帖』（丸善 1994年）
- 『モリモトおじさんの宇宙のはなし』（誠文堂新光社 1996年）
- 『生命の旅150億年』（イースト・プレス 1998年）

### 共著
- 『電波でみた太陽』（出光書店 出光科学叢書 1976年）
- 『授業　母校の教壇に立って1』（日本放送出版協会 1988年）
- 『科学者たちのまじめな宇宙人探し』（石原藤夫・大島泰郎・寿岳潤・滝沢守・平林久・松田卓也・横尾広光との共著 立風書房 1990年 ISBN 4-651-74508-3）
- 『星のアルバム』（福音館書店）

### 編著
- 『宇宙電波天文学』（日本物理学会 新編物理学選集 1972年）
- 『星座と望遠鏡』（丸善 FRONTIER SCIENCE SERIES 1986年）

### 訳書
- 『アインシュタインと現代物理学』（シュボルスキー著 東京図書 科学技術選書 1958年）
- 『見えないものをみる』（A.ヒューイッシュ著 紀伊國屋書店 1977年）
- 『収縮する宇宙』（アイザック・アシモフ著 ダイヤモンド社 サイエンスブックス 1978年）
- 『現代天文学百科』（サイモン・ミットン編 岩波書店 1980年）

### ビデオグラム
- 『授業　森本雅樹　空の向こうには何がある』（NHKサービスセンター 1989年）

## 参考資料・出典
1. ↑  国立国会図書館　博士論文データベース
2. ↑  森本雅樹氏死去（東京大名誉教授・宇宙電波天文学） 時事通信 2010年11月17日閲覧
3. ↑  『官報』第5463号、平成22年12月22日
4. ↑  Morimoto, M., Hirabayashi, H. & Jugaku, J. 1978 Nature 276, 694